# Сан Антонио (Флорида)
Сан Антонио (енгл. San Antonio) град је у америчкој савезној држави Флорида. По попису становништва из 2010. у њему је живело 1.138 становника.

## Демографија
Према попису становништва из 2010. у граду је живело 1.138 становника, што је 483 (73,7%) становника више него 2000. године.
| Група             | 2000.       | 2010.         |
| Белци             | 599 (91,5%) | 1.043 (91,7%) |
| Афроамериканци    | 0 (0,0%)    | 12 (1,1%)     |
| Азијати           | 7 (1,1%)    | 5 (0,4%)      |
| Хиспаноамериканци | 42 (6,4%)   | 69 (6,1%)     |
| Укупно            | 655         | 1.138         |